# Kate Gynther
Kate Gynther, née le 5 juillet 1982 à Brisbane, est une joueuse australienne de water-polo. 
Elle est la demi-sœur de Melissa et Rebecca Rippon, elles aussi joueuses de water-polo. 

## Palmarès
- Jeux olympiques d'été de 2012 à Londres
  -  médaille de bronze au tournoi olympique
- Jeux olympiques d'été de 2008 à Pékin
  -  médaille de bronze au tournoi olympique